# 地方線 (スロバキア)
地方線（スロバキア語: Regionálna dráha）は、スロバキアの国鉄（ŽSR, スロバキア共和国鉄道）線の区分。

## 概要
2000年11月、スロバキア共和国政府は、国鉄事業の合理化・民営化スケジュールを決めた政府決議「スロバキア共和国鉄道の転換と再編に関するプロジェクト」（Projekt transformácie a reštrukturalizácie Železníc SR, 2000年政府決議830号）の附属書において、地方閑散線区32線区を地方線に指定し、当該線区は列車運行事業を廃止または他の事業者に行わせることとした。のち国鉄の分社化で発足した国鉄系列車運行事業体の鉄道企業体株式会社によって、ほぼ半数の線区で旅客列車運行の休廃止が行われた。

## 地方線一覧

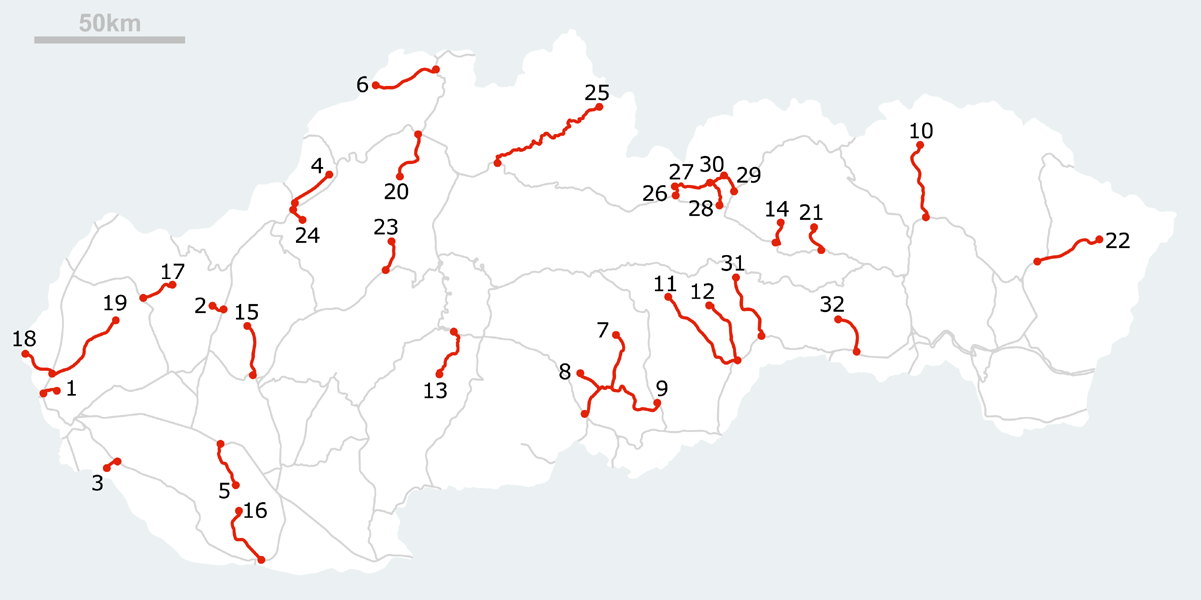
地方線（Regionálna dráha）32線区の位置

（太字は全線または一部が廃止・運行休止した線区）
1. ジェヴィーンスケ・ヤゼロ-ストゥパヴァ（Devínske Jazero – Stupava） - 廃止
2. ピエシュチャニ-フルボヴェー（Piešťany – Vrbové） - 旅客列車運行休止
3. クヴェトスラヴォウ-シャモリーン（Kvetoslavov – Šamorín） - 廃止
4. ニェムショヴァー-レドニツケー・ロウネ（Nemšová - Lednické Rovne） - 旅客列車運行休止
5. シャリャ-ニェジェト（Šaľa – Neded）
6. チャドツァ-マコウ（Čadca – Makov）
7. ルチェネツ-ウチェカーチュ（Lučenec – Utekáč）
8. ブレズニチュカ-カタリーンスカ・フタ（Breznička – Katarínska Huta） - 旅客列車運行休止
9. ポルタール-リマウスカー・ソボタ（Poltár – Rimavská Sobota） - 廃止
10. カプシャニ・プリ・プレショヴェ-バルジェヨウ（Kapušany pri Prešove – Bardejov）
11. プレシヴェツ-ムラーニュ（Plešivec – Muráň）
12. プレシヴェツ-スラヴォショウツェ（Plešivec – Slavošovce） - 旅客列車運行休止
13. フロンスカー・ドゥーブラヴァ-バンスカー・シュティアウニツァ（Hronská Dúbrava - Banská Štiavnica）
14. スピシュスカー・ノヴァー・ヴェス-レヴォチャ（Spišská Nová Ves – Levoča） - 旅客列車運行休止
15. ズベヒ-ラドシナ（Zbehy – Radošina） - 旅客列車運行休止
16. コマールノ-コリャーロヴォ（Komárno – Kolárovo） - 旅客列車運行休止
17. ヤブロニツァ-ブレゾヴァー・ポト・ブラドロム（Jablonica - Brezová pod Bradlom） - 旅客列車運行休止
18. ゾホル-ザーホルスカー・ヴェス（Zohor - Záhorská Ves） ※ブラチスラヴァ地域鉄道線企業体が運行（2003年-2006年）、鉄道企業体スロバキアが運行（2006年-）
19. ゾホル-プラヴェツキー・ミクラーシュ（Zohor - Plavecký Mikuláš） - 旅客列車運行休止 ※ブラチスラヴァ地域鉄道線企業体が運行（ゾホル-ロホジュニーク間、2003年-2005年）
20. ジリナ-ライェツ（Žilina – Rajec）
21. スピシュスケー・フラヒ-スピシュスケー・ポドフラジエ（Spišské Vlachy - Spišské Podhradie）
22. フメンネー-スタクチーン（Humenné – Stakčín）
23. プリエヴィザ-ニトリアンスケ・プラウノ（Prievidza - Nitrianske Pravno） - 2003年2月旅客列車運行休止、2005年12月運行再開
24. トレンチアンスカ・テプラー-トレンチアンスケ・テプリツェ（Trenčianska Teplá - Trenčianske Teplice） ※トレンチーン電気鉄道（TREŽ, Trenčianska elektrická železnica）
25. クラリョヴァニ-トルステナー（Kraľovany – Trstená）
26. シュトルバ-シュトルブスケー・プレソ（Štrba - Štrbské Pleso） ※シュトルバ-シュトルブスケー・プレソ間ラック式鉄道（Ozubnicová železnica Štrba - Štrbské Pleso）
27. スタリー・スモコヴェツ-シュトルブスケー・プレソ（Starý Smokovec - Štrbské Pleso） ※タトラ電気鉄道（TEŽ, Tatranské elektrické železnice）
28. ポプラト・タトリ-スタリー・スモコヴェツ（Poprad Tatry - Starý Smokovec） ※タトラ電気鉄道（TEŽ, Tatranské elektrické železnice）
29. タトランスカー・ロムニツァ-ストゥジェニー・ポトク（Tatranská Lomnica - Studený Potok）
30. タトランスカー・ロムニツァ-スタリー・スモコヴェツ（Tatranská Lomnica - Starý Smokovec） ※タトラ電気鉄道（TEŽ, Tatranské elektrické železnice）
31. ロジュニャヴァ-ドブシナー（Rožňava – Dobšiná） - 旅客列車運行休止
32. モルダヴァ・ナト・ボドヴォウ-メジェフ（Moldava nad Bodvou - Medzev） - 旅客列車運行休止